# Dinocras
Dinocras är ett släkte av bäcksländor. Dinocras ingår i familjen jättebäcksländor.
Kladogram enligt Catalogue of Life och Dyntaxa:
| Dinocras | \| \| Dinocras cephalotes \| \| \| \| \| \| Dinocras ferreri \| \| \| \| \| \| Dinocras megacephala \| \| \| \| |
|          | \| \| Dinocras cephalotes \| \| \| \| \| \| Dinocras ferreri \| \| \| \| \| \| Dinocras megacephala \| \| \| \| |
|          | Dinocras cephalotes                                                                                             |
|          | |
|          | Dinocras ferreri                                                                                                |
|          | |
|          | Dinocras megacephala                                                                                            |
|          | |

## Bildgalleri

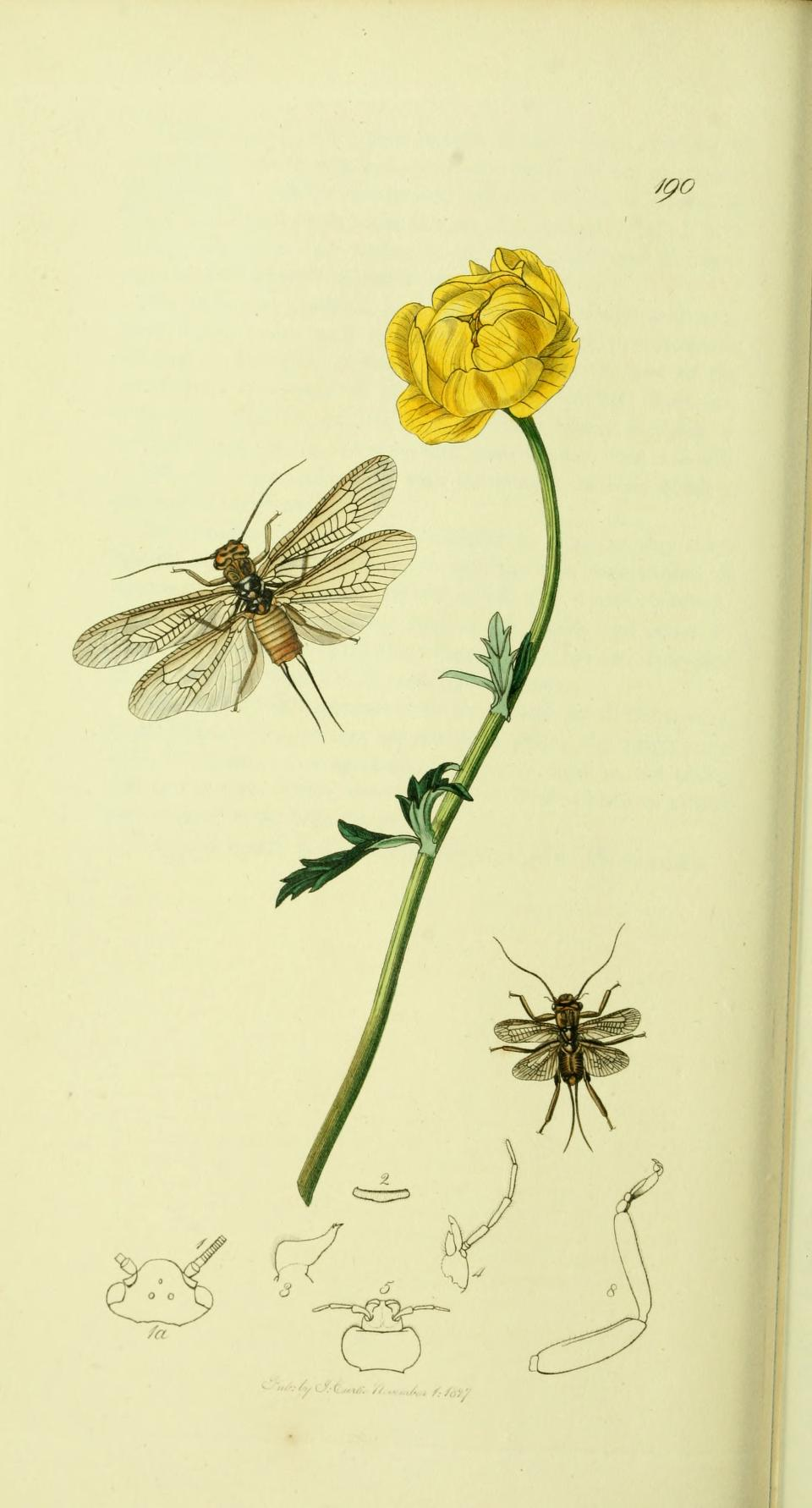
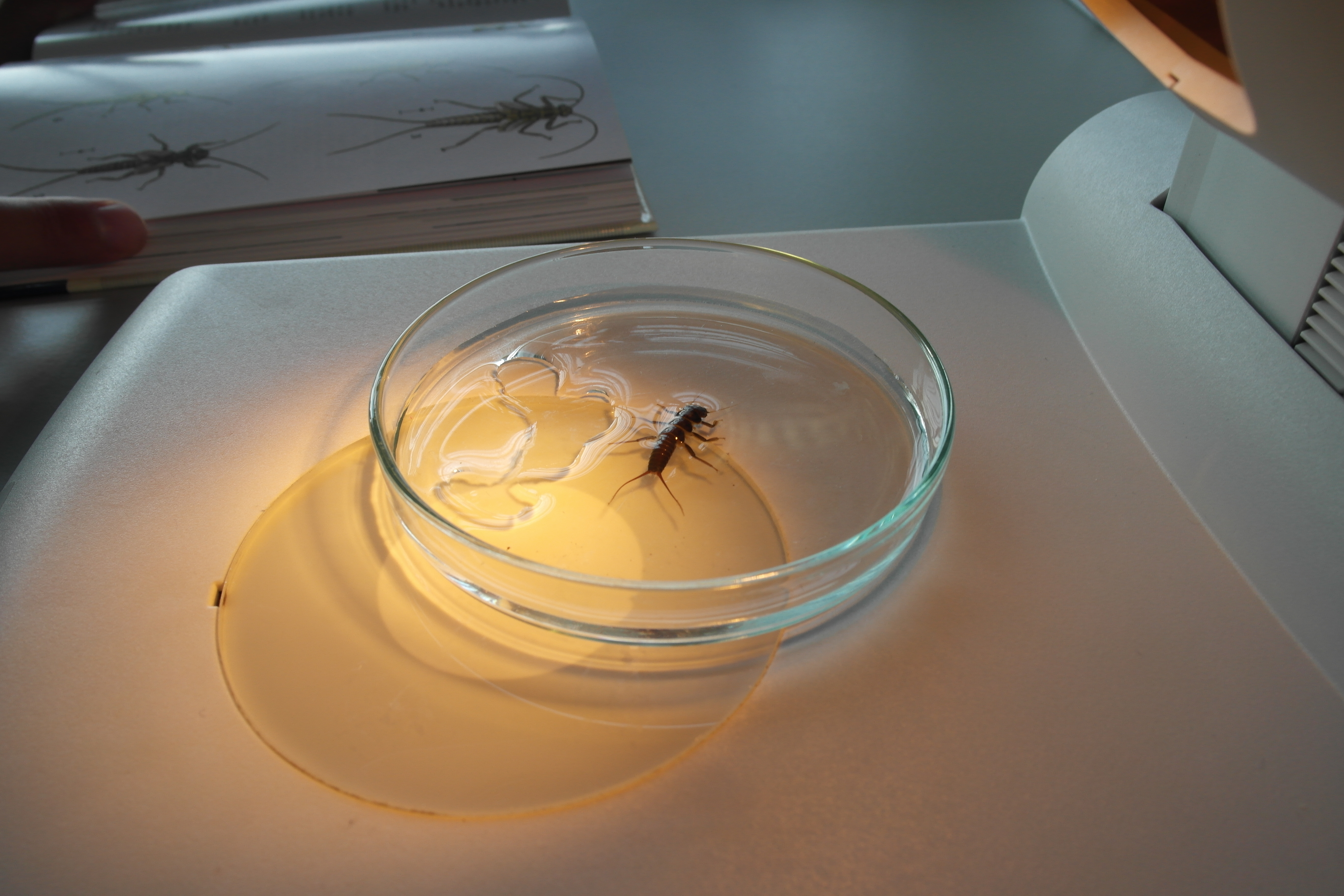
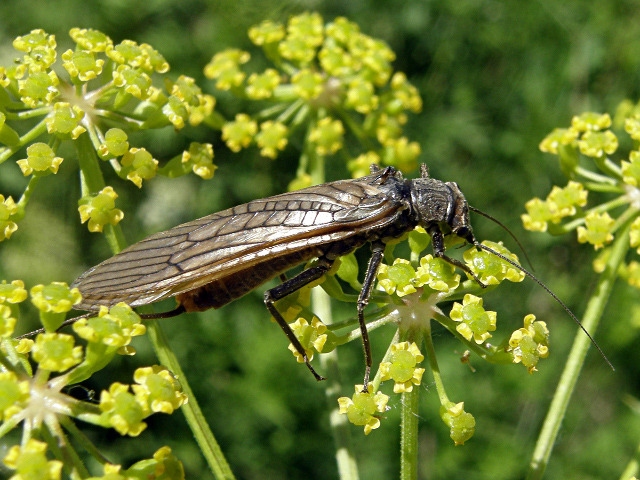
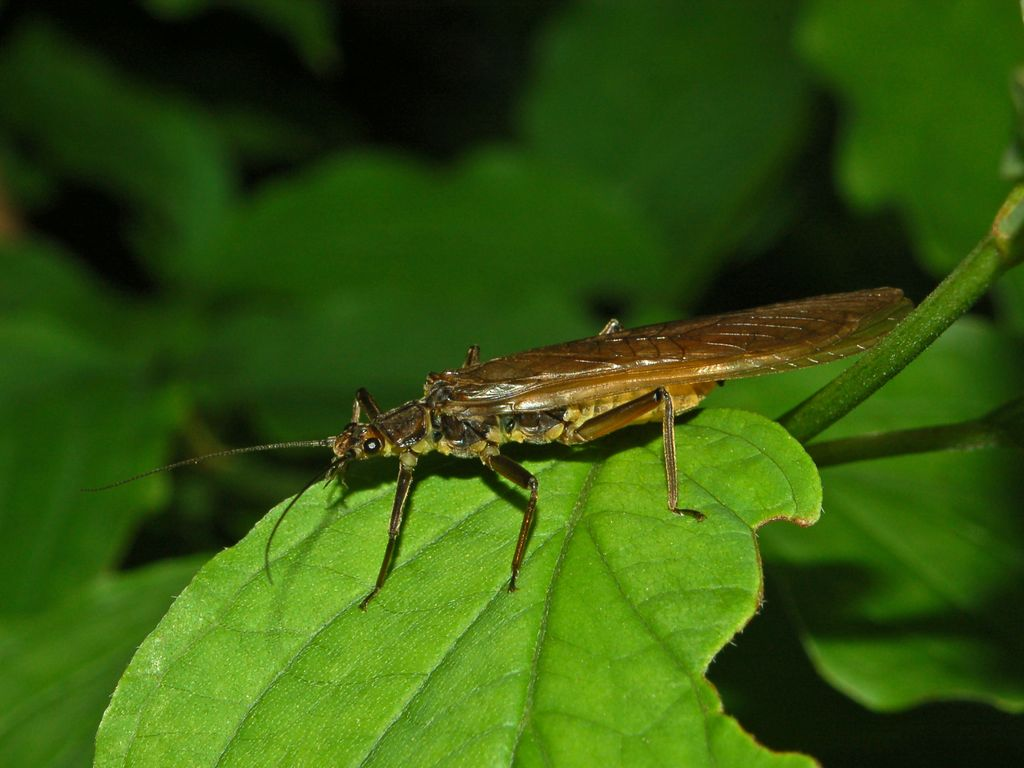